# Burgwall Wust
Der Burgwall Wust ist ein Slawischer Burgwall in der Gemeinde Wust-Fischbeck im Landkreis Stendal in Sachsen-Anhalt und ein eingetragenes Bodendenkmal.

Burgwall Wust von Westen

## Lage

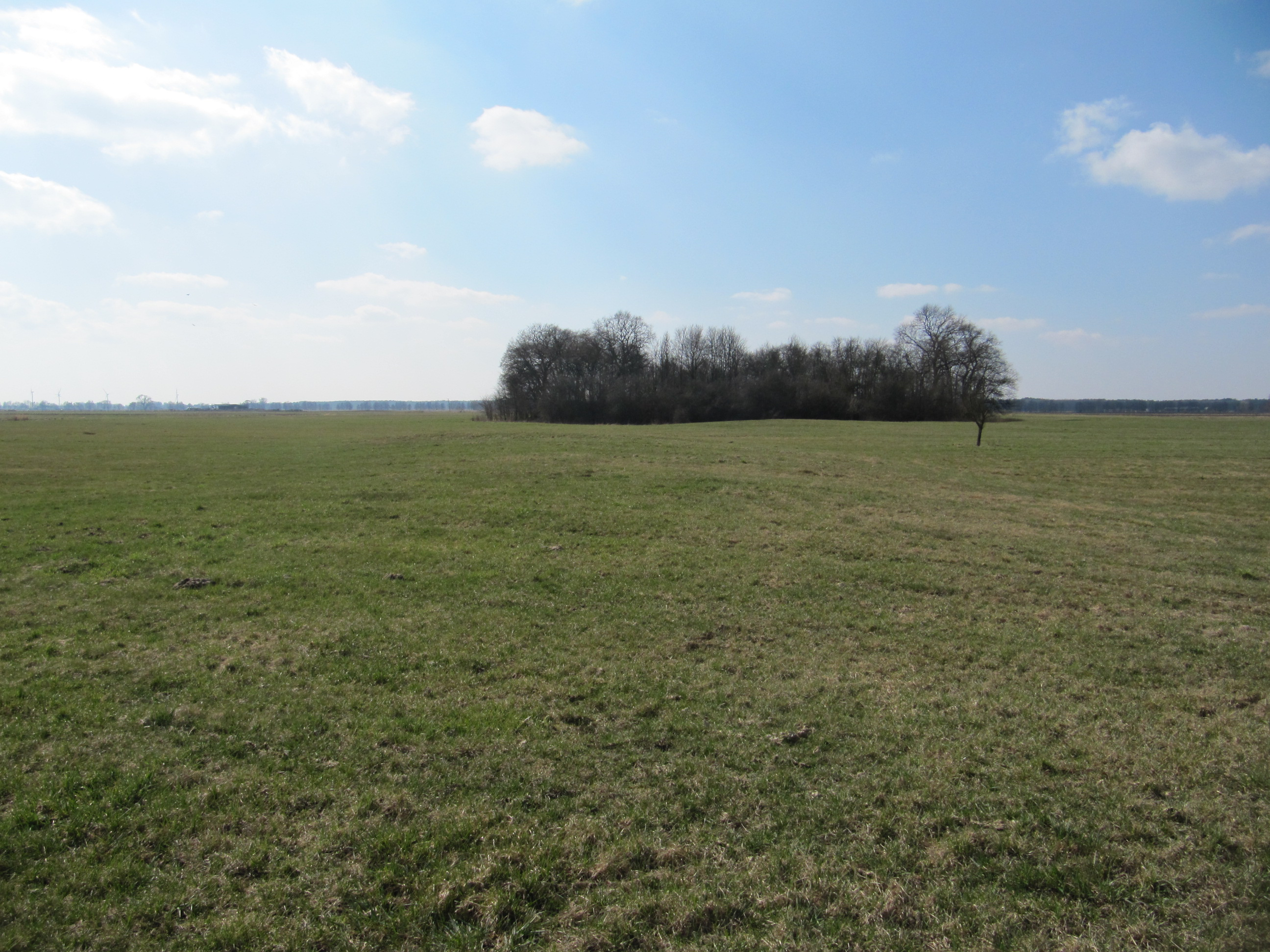
Blick auf den Wall vom Trüben (aus dem Osten)

Der Wall befindet sich etwa zwei Kilometer nordwestlich vom Ortsteil Wust in den „Burgwall-Wiesen“ im Niederungsgebiet „Der Trüben“. Seine Konturen sind auch heute noch in der Landschaft gut sichtbar.

## Beschreibung

Auf dem Wall, westlicher Teil

Der Wallhang, Westseite

Der Durchmesser der Anlage beträgt etwa 90 Meter. Der Wall ist 4 bis 5 Meter hoch.
Paul Grimm beschrieb die Anlage 1958 so: Der Rundwall mit einem Durchmesser vom 45 Metern ist teilweise noch bis zu einer Höhe von 3 Metern erhalten. Im Norden, Osten und Süden sind noch Reste eines konzentrisch verlaufenden Vorwalles zu erkennen.
Es ist der am besten erhaltene Rundwall der Gegend. Er stand bereits in der Mitte des 20. Jahrhunderts als Bodendenkmal unter Schutz.

## Forschungsgeschichte
Albert Voß führte um 1896 mehrfach Untersuchungen und oberflächliche Grabungen durch. Demnach besteht die Hauptmasse des Walles aus Sand von grauer Farbe, der nicht aus dem sumpfigen Boden vor Ort entnommen sein kann. Das Innere des Walles liegt etwa 2 Meter höher, als der umgebende Sumpf. Sein Boden besteht ebenfalls aus Sand. Auf diesen folgt nach außen eine dünne kohlige Schicht und darauf Ton, der den Wall wie eine Haut überzieht. Die Schicht ist rot oder gelbrot gebrannt. Auf der Krone unter dem Rasen, der den Wall jetzt bedeckt, liegen rotgebrannte, fast kopfgroße, rundliche Tonklumpen. An den Klumpen waren Eindrücke von Holz und Stroh erkennbar. Es war wohl so, dass man auf die Krone des Walles, außer der Tonbedeckung, Tonklumpen packte, Holz dazwischen steckte und darüber legte und das Ganze anzündete und brannte.

## Datierung
Die Anlage wurde in den Zeitraum 8./9.–10. Jahrhundert anhand geborgener Funde datiert: mittelslawische Scherben, kammstrichverzierte Scherben, Spinnwirtel und urgeschichtliche Keramik. Die Funde werden aufbewahrt im Kreismuseum Jerichower Land und im Landesmuseum für Vorgeschichte in Halle (Saale).

## Urkundliche Erwähnung
Albert Voß schrieb: Zweimal wird in Urkunden, 1159 und 1172, ein Hof erwähnt, der im „alten Wall im Burgward Kabelitz oder Marienburg“ liegt. Aus dem Text geht hervor, dass er im Burgward Kabelitz gelegen habe. Es ist auffallend, dass der Wall zu der Zeit schon der „alte“ Wall genannt wird, und es wird an einer Stelle der „Hof“ im alten Wall nebst dem „Moor“ genannt. Es erschien Voß ziemlich wahrscheinlich, dass mit diesem alten Wall der 3,7 Kilometer nordöstlich von Kabelitz gelegene Burgwall Wust gemeint sei.
In der Urkunde von 1159 steht: „curtem de burwardo Kobelitz, que et Marienburgk dicitur“, in der von 1172: „curtem infra vallum antiquum Kabelitz positam.“.